# Serviço Social da Indústria 2022-2023
Questa voce raccoglie le informazioni riguardanti il Serviço Social da Indústria nella stagione 2022-2023.

## Stagione
Il Serviço Social da Indústria utilizza la denominazione sponsorizzata Sesi-SP nella stagione 2022-23.
Partecipa per la quattordicesima volta alla Superliga Série A, classificandosi al sesto posto al termine della regular season: si qualifica quindi per i play-off scudetto, eliminato ai quarti di finale dal Minas; chiude quindi l'annata con un settimo posto finale. Si ferma ai quarti di finale anche in Coppa del Brasile, estromesso dal torneo per mano del Suzano e chiudendo il torneo al sesto posto.
A livello statale, invece, si spinge fino alla finale del Campionato Paulista, persa contro il BVC.

## Organigramma societario
Area direttiva
- Presidente: Alexandre Ribeiro Meyer Pflug

Area tecnica
- Allenatore: Anderson Rodrigues
- Assistente allenatore: José Rodolfo Lino

## Rosa
| N° | Nome                 | Ruolo | Data di nascita   | Nazionalità sportiva |
| -- | -------------------- | ----- | ----------------- | -------------------- |
| 1  | Eduardo Carísio      | P     | 19 gennaio 1996   | Brasile              |
| 2  | Mateus Bender        | P     | 20 ottobre 2002   | Brasile              |
| 3  | Tiago Wesz           | S     | 12 febbraio 1989  | Brasile              |
| 4  | Pedro Gonçalves      | S     | 7 gennaio 2004    | Brasile              |
| 5  | Paulo da Silva       | O     | 12 maggio 1986    | Brasile              |
| 7  | Thiery do Nascimento | C     | 2 giugno 2003     | Brasile              |
| 8  | Murilo Endres        | L     | 3 maggio 1981     | Brasile              |
| 9  | Victor Cardoso       | S     | 22 marzo 1999     | Brasile              |
| 10 | Silvio da Silva      | O     | 2 dicembre 2003   | Brasile              |
| 11 | Juan Pablo Gama      | P     | 25 novembre 2003  | Brasile              |
| 12 | Guilherme Emina      | S     | 10 luglio 1994    | Brasile              |
| 13 | Leonardo de Andrade  | C     | 14 maggio 2002    | Brasile              |
| 14 | Vinícius Sousa       | C     | 31 gennaio 2001   | Brasile              |
| 15 | Douglas Pureza       | L     | 16 novembre 1996  | Brasile              |
| 16 | Éder Carbonera       | C     | 19 ottobre 1983   | Brasile              |
| 17 | Makollys Marti       | C     | 4 marzo 2003      | Brasile              |
| 18 | Darlan de Souza      | O     | 24 giugno 2002    | Brasile              |
| 19 | Robert dos Anjos     | S     | 29 marzo 2002     | Brasile              |
| 20 | Lukas Bergmann       | S     | 25 marzo 2004     | Brasile              |
| 21 | Newton Fernandes     | O     | 22 settembre 2000 | Brasile              |
| 22 | Renan Fornazari      | C     | 17 aprile 2004    | Brasile              |

## Statistiche

### Statistiche di squadra
| Competizione      | Punti | In casa | In casa | In casa | In trasferta | In trasferta | In trasferta | Totale | Totale | Totale |
| Competizione      | Punti | G       | V       | P       | G            | V            | P            | G      | V      | P      |
| ----------------- | ----- | ------- | ------- | ------- | ------------ | ------------ | ------------ | ------ | ------ | ------ |
| Superliga Série A | 38    | 12      | 7       | 5       | 12           | 7            | 5            | 24     | 14     | 10     |
| Coppa del Brasile | -     | 1       | 0       | 1       | 0            | 0            | 0            | 1      | 0      | 1      |
| Totale            | -     | 13      | 7       | 6       | 12           | 7            | 5            | 25     | 14     | 11     |

### Statistiche dei giocatori
| Giocatore        | Superliga Série A | Superliga Série A | Superliga Série A | Superliga Série A | Superliga Série A |
| Giocatore        | P                 | PT                | AV                | MV                | BV                |
| ---------------- | ----------------- | ----------------- | ----------------- | ----------------- | ----------------- |
| M. Bender        | 18                | 0                 | 0                 | 0                 | 0                 |
| L. Bergmann      | 11                | 8                 | 6                 | 2                 | 0                 |
| É. Carbonera     | 16                | 123               | 83                | 29                | 11                |
| V. Cardoso       | 23                | 300               | 255               | 19                | 26                |
| E. Carísio       | 23                | 47                | 15                | 14                | 18                |
| P. da Silva      | 7                 | 16                | 12                | 2                 | 2                 |
| S. da Silva      | 0                 | 0                 | 0                 | 0                 | 0                 |
| L. de Andrade    | 0                 | 0                 | 0                 | 0                 | 0                 |
| D. de Souza      | 22                | 414               | 370               | 17                | 27                |
| R. dos Anjos     | 1                 | 0                 | 0                 | 0                 | 0                 |
| T. do Nascimento | 16                | 112               | 74                | 32                | 6                 |
| G. Emina         | 23                | 211               | 178               | 22                | 11                |
| M. Endres        | 19                | 2                 | 2                 | 0                 | 0                 |
| N. Fernandes     | 9                 | 54                | 49                | 4                 | 1                 |
| R. Fornazari     | 0                 | 0                 | 0                 | 0                 | 0                 |
| J.P. Gama        | 7                 | 1                 | 1                 | 0                 | 0                 |
| P. Gonçalves     | 1                 | 0                 | 0                 | 0                 | 0                 |
| M. Marti         | 1                 | 0                 | 0                 | 0                 | 0                 |
| D. Pureza        | 17                | 0                 | 0                 | 0                 | 0                 |
| V. Sousa         | 22                | 197               | 136               | 47                | 14                |
| T. Wesz          | 18                | 59                | 47                | 4                 | 8                 |

P = presenze; PT = punti totali; AV = attacchi vincenti; MV = muri vincenti; BV = battute vincenti

NB: Non sono disponibili i dati relativi alla Coppa del Brasile e, di conseguenza, quelli totali.